# Hard Justice 2008
Hard Justice 2008 è stata la quarta edizione del pay-per-view prodotto dalla federazione Total Nonstop Action Wrestling (TNA). L'evento ha avuto luogo il 10 agosto 2008 presso la Sovereign Bank Arena di Trenton nel New Jersey.

## Risultati
| # | Match | Stipulazioni                                                                      | Durata |
| - | --- | --------------------------------------------------------------------------------- | ------ |
| 1 | Petey Williams (con Rhaka Khan) (c) ha sconfitto Consequences Creed                                                                                                  | Single match per il titolo TNA X Division Championship                            | 12:30  |
| 2 | Gail Kim, ODB e Taylor Wilde hanno sconfitto Awesome Kong (con Raisha Saeed) e The Beautiful People (Angelina Love e Velvet Sky)                                     | Six-woman tag team match                                                          | 11:27  |
| 3 | Beer Money, Inc. (James Storm e Robert Roode) (con Jacqueline) hanno sconfitto The Latin American Xchange (Hernandez e Homicide) (con Héctor Guerrero e Salinas) (c) | Tag team match per il titolo TNA World Tag Team Championship                      | 14:15  |
| 4 | Jay Lethal ha sconfitto Sonjay Dutt | Tuxedo match Strap black tie brawl and chain                                      | 11:14  |
| 5 | Christian Cage e Rhino hanno sconfitto Team 3D (Brother Devon e Brother Ray)                                                                                         | New Jersey street fight Hardcore match                                            | 15:22  |
| 6 | A.J. Styles ha sconfitto Kurt Angle | Last Man Standing match                                                           | 24:50  |
| 7 | Samoa Joe (c) ha sconfitto Booker T (con Sharmell) | Six Sides of Steel Weapons match per il titolo TNA World Heavyweight Championship | 12:44  |
|   | (c) = campione in carica al momento dell'inizio del match |                                                                                   |        |